# Sigitas Urbys
Sigitas Urbys (ur. 7 listopada 1995 w Gorżdach) – litewski piłkarz grający na pozycji prawego obrońcy.

## Kariera
Karierę piłkarską rozpoczął w Bandze Gorżdy. 14 stycznia 2013 został zawodnikiem Ekranasu Poniewież. 1 marca 2015 powrócił do Bangi Gorżdy. 5 stycznia 2018 zmienił klub na FK Palanga. 14 stycznia 2019 został zawodnikiem FK Panevėžys. Urbys 14 listopada 2014 zadebiutował w młodzieżowej reprezentacji Litwy, w meczu przeciw Białorusi U-21. W latach 2014–2016 rozegrał w młodzieżowej reprezentacji 13 meczów.